# Курнаев, Сергей Михайлович
Сергей Михайлович Курнаев (1923—1998) — старший сержант Рабоче-крестьянской Красной Армии, участник Великой Отечественной войны, Герой Советского Союза (1944).

## Биография
Родился 14 января 1923 года в селе Игрищи (ныне — Ильинский район Ивановской области). После окончания неполной средней школы работал каменщиком в городе Кольчугино. В 1942 году был призван на службу в Рабоче-крестьянскую Красную армию. С февраля того же года — на фронтах Великой Отечественной войны. К ноябрю 1943 года старший сержант Сергей Курнаев командовал взводом 1118-го стрелкового полка 333-й стрелковой дивизии 6-й армии 3-го Украинского фронта. Отличился во время битвы за Днепр.
В ночь с 25 на 26 ноября 1943 года взвод Курнаева одним из первых переправился через Днепр в районе села Каневское Запорожского района Запорожской области Украинской ССР и принял активное участие в боях за захват и удержание плацдарма на его западном берегу. Вместе со своими товарищами Курнаев отразил пять немецких контратак, что способствовало успешной переправе на плацдарм всей дивизии.
Указом Президиума Верховного Совета СССР от 22 февраля 1944 года за «образцовое выполнение заданий командования и проявленные мужество и героизм в боях с немецкими захватчиками» старший сержант Сергей Курнаев был удостоен высокого звания Героя Советского Союза с вручением ордена Ленина и медали «Золотая Звезда» за номером 4393.
После окончания войны демобилизован. Проживал в посёлке Лежневская Роща Лежневского района Ивановской области. работал машинистом компрессорных установок на заводе. В 1951 году окончил совпартшколу. Умер 18 апреля 1998 года, похоронен в Лежнево.

## Память
В селе Игрищи Ильинского района находится памятная стела Сергею Курнаеву.

## Награды и звания
- Герой Советского Союза (№ 4393, 22 февраля 1944[2]);
- Орден Ленина (22 февраля 1944);
- Орден Отечественной войны I степени (06 апреля 1985[3]).